# Nina Pinzarrone
Nina Pinzarrone (ur. 24 listopada 2006 w Brukseli) – belgijska łyżwiarka figurowa, startująca w konkurencji solistek. Brązowa medalistka mistrzostw Europy (2024), medalistka zawodów z cyklu Grand Prix oraz mistrzyni Belgii (2024).

## Osiągnięcia
| Zawody                                | 17–18          | 18–19          | 19–20          | 20–21          | 21–22          | 22–23          | 23–24          |                |                |                |                |                |                |                |                |                |                |
| Międzynarodowe                        | Międzynarodowe | Międzynarodowe | Międzynarodowe | Międzynarodowe | Międzynarodowe | Międzynarodowe | Międzynarodowe | Międzynarodowe | Międzynarodowe | Międzynarodowe | Międzynarodowe | Międzynarodowe | Międzynarodowe | Międzynarodowe | Międzynarodowe | Międzynarodowe | Międzynarodowe |
| ------------------------------------- | -------------- | -------------- | -------------- | -------------- | -------------- | -------------- | -------------- | -------------- | -------------- | -------------- | -------------- | -------------- | -------------- | -------------- | -------------- | -------------- | -------------- |
| Mistrzostwa świata                    |                |                |                |                |                | 11             | 15             |                |                |                |                |                |                |                |                |                |                |
| Mistrzostwa Europy                    |                |                |                |                |                | 5              | 3              |                |                |                |                |                |                |                |                |                |                |
| GP Finał Grand Prix                   |                |                |                |                |                |                | 4              |                |                |                |                |                |                |                |                |                |                |
| GP NHK Trophy                         |                |                |                |                |                |                | 3              |                |                |                |                |                |                |                |                |                |                |
| GP Grand Prix de France               |                |                |                |                |                |                | 2              |                |                |                |                |                |                |                |                |                |                |
| CS Lombardia Trophy                   |                |                |                |                |                |                | 9              |                |                |                |                |                |                |                |                |                |                |
| International Challenge Cup           |                |                |                |                |                | 4              |                |                |                |                |                |                |                |                |                |                |                |
| Latvia Trophy                         |                |                |                |                |                | 2              |                |                |                |                |                |                |                |                |                |                |                |
| Shanghai Trophy                       |                |                |                |                |                |                | 4              |                |                |                |                |                |                |                |                |                |                |
| Międzynarodowe: Kategorie młodzieżowe |                |                |                |                |                |                |                |                |                |                |                |                |                |                |                |                |                |
| Mistrzostwa świata juniorów           |                |                |                |                | 11             |                |                |                |                |                |                |                |                |                |                |                |                |
| JGP we Francji                        |                |                |                |                | 6              |                |                |                |                |                |                |                |                |                |                |                |                |
| JGP w Słowenii                        |                |                |                |                | 5              |                |                |                |                |                |                |                |                |                |                |                |                |
| Dragon Trophy                         |                |                |                |                | 1 J            |                |                |                |                |                |                |                |                |                |                |                |                |
| Coupe du Printemps                    |                |                |                |                | 2 J            |                |                |                |                |                |                |                |                |                |                |                |                |
| Egna Spring Trophy                    |                |                |                | 1 J            |                |                |                |                |                |                |                |                |                |                |                |                |                |
| Icelab International Cup              |                |                |                |                | 1 J            |                |                |                |                |                |                |                |                |                |                |                |                |
| International Challenge Cup           |                |                |                |                | 7 J            |                |                |                |                |                |                |                |                |                |                |                |                |
| Santa Claus Cup                       |                |                |                |                | 1 J            |                |                |                |                |                |                |                |                |                |                |                |                |
| Skate Helena                          |                |                |                | 1 J            |                |                |                |                |                |                |                |                |                |                |                |                |                |
| Sofia Trophy                          |                |                |                | 1 J            |                |                |                |                |                |                |                |                |                |                |                |                |                |
| Krajowe                               |                |                |                |                |                |                |                |                |                |                |                |                |                |                |                |                |                |
| Mistrzostwa Belgii                    | 1 N            | 2 N            | 1 J            | C              | 1 J            |                | 1              |                |                |                |                |                |                |                |                |                |                |